# هوهن‌اشتاین-ارنشتال
شهر هوهن‌اشتاین-ارنشتالدر ایالت زاکسن در کشور آلمان واقع شده‌است.